# Lecokia
Lecokia es un género monotípico de planta herbácea perteneciente a la familia Apiaceae.  Su única especie, Lecokia cretica, es originaria de Chipre.

## Descripción
Son hierbas perennifolias que alcanzan un tamaño de 60-100 cm de altura.  Las hojas inferiores ampliamente triangulares en el margen, con lóbulos alargados, márgenes profundamente dentados o lobulados. Las flores de color blanco, sépalos pequeños. Umbelas con 6-10 rayos y una sola bráctea o ninguna. Fruta de 10-20 mm  ovadas-oblongas y algo comprimidas.

## Taxonomía
Lecokia cretica fue descrita por  Augustin Pyrame de Candolle y publicado en Coll. Mém. 5: 67 1829.
Lecokia: otorgado en honor del botánico Henri Lecoq.
Sinonimia
- Apolgusa cretica (Lam.) Raf.
- Athamanta cervariifolia Viv. ex Steud.
- Cachrys cretica Lam.
- Conilaria cretica (Lam.) Raf.
- Scandix latifolia Sm.[4]